# Римайкуна Инга, Эдгард Иван
Эдгард Иван Римайкуна Инга (исп. Edgard Iván Rimaycuna Inga; 24 сентября 1989, Чиклайо, Перу) — перуанский и ватиканский священник. Личный секретарь Папы римского с 8 мая 2025.

## Биография
В 2001 году он поступил в Национальный колледж Сан-Хосе-де-Чиклайо, который окончил в 2005 году, а затем начал обучение в старшей семинарии Санто-Торибио-де-Могровехо, которое завершил в 2013 году.
С 2013 по 2015 год он был помощником настоятеля прихода Богоматери Гваделупской, а затем с 2015 по 2017 год — помощником настоятеля собора Санта-Мария-де-Чиклайо. В сентябре 2017 года он начал обучение в Папском библейском институте в Риме, где в 2021 году получил степень лиценциата по Священному Писанию.
Ранее он был секретарём кардинала Роберта Фрэнсиса Прево, а после его избрания Папой Львом XIV 8 мая 2025 года стал личным секретарём папы римского.